# Губа Наталія Петрівна
Губа Наталія Петрівна (нар. 11 березня 1978, Дніпродзержинськ) — українська веслувальниця (академічне веслування), чемпіонка Європи, учасниця Олімпійських ігор, Заслужений майстер спорту України.
Перший тренер — Н.П.Опінчук.
Тренери — А.І.Горовой, О.А.Кореницький, Н.А.Ромашко, В.М.Морозов, Д.А.Рябуха, С.І.Мазій.

## Життєпис
Наталя Губа займалася змалку художньою гімнастикою, плаванням, легкою атлетикою, а з 10 років зосередилась на академічному веслуванні.
1993 року завоювала першу медаль на юнацьких іграх України в вісімках.
1995 року завоювала бронзову нагороду юнацького чемпіонату світу в вісімках, а 1996 року на юнацькому чемпіонаті світу була п'ятою в четвірках парних.
2001 року на чемпіонаті України виступала в двійці парній.
2002 року в складі четвірки парної (Олена Ронжина, Наталія Губа, Олена Сеньків, Тетяна Колеснікова) тричі перемагала на етапах Кубку світу і стала його володаркою, а на чемпіонаті світу була шостою.
2003 року разом з Світланою Мазій склала двійку парну, яка протягом 2003 — 2004 років жодного разу не проходила в головний фінал міжнародних змагань, але на олімпіаді в Афінах зайняла VI місце.
- 2006 — IX місце на етапі Кубку світу в одиночках, а на чемпіонаті світу VII в четвірках парних;
- 2007 — V і IV місця на етапах Кубку світу в четвірках парних, I місце на чемпіонаті Європи в четвірках парних (Світлана Спірюхова, Наталія Губа, Олена Олефіренко, Тетяна Колеснікова);
- 2008 — VI місце на чемпіонаті Європи в вісімках зі стерновим;
- 2009 — III місце на чемпіонаті Європи в вісімках зі стерновим;
- 2010 — IV місце на етапі Кубку світу в четвірках парних, IV місце на чемпіонаті Європи в вісімках зі стерновим;
- 2011 — IV і VII місце на етапах Кубку світу в вісімках зі стерновим, I місце на чемпіонаті Європи в четвірках парних (Світлана Спірюхова, Тетяна Колеснікова, Наталія Губа, Катерина Тарасенко);
- 2012 — XII місце на етапі Кубку світу і V місце в півфіналі кваліфікаційної регати на Олімпійські ігри 2012 в одиночках, V місце на чемпіонаті Європи в вісімках зі стерновим;
- 2014 — V місце на чемпіонаті Європи в вісімках зі стерновим.

Наталя Губа двічі завойовувала олімпійську ліцензію на Олімпійські ігри 2008 і Олімпійські ігри 2012, але була на них запасною і в змаганнях участі не брала.